# Bithynien
Bithynien er navnet på en region i det nordvestlige Lilleasien, der i antikken var et selvstændigt kongerige, til det blev indlemmet i Romerriget som en provins. Området er meget bjergrigt og omfattede kystområderne ved Sortehavet vest for Pontos til den østlige del af Bosporus. Græske historikere fortæller, at området var beboet af folk, der stammede fra Thrakien, og at det i flere perioder har været et selvstændigt kongerige. De vigtigste byer i oldtiden var Nikomedia (nuv. İzmit), Nikæa (nuv. İznik) og Prusa (nuv. Bursa).
Den sidste konge af Bithynien, Nikomedes 4., testamenterede i 74 f.Kr. sit rige til romerne, og det blev en romersk provins. Det nævnes i Bibelen i forbindelse med Apostlen Paulus' anden rejse. Det var et område, hvor kristendommen tidligt vandt indpas, selv om det ikke nævnes i Bibelen som et sted, hvor apostlene missionerede. Dog omtalt i bl.a. Peters Første Brev i biblen. Af Trajans brevveksling med statholderen dér, Plinius den Yngre, fremgår det, at kristendommen dér havde spredt sig ”ikke bare til byerne, men også til landsbyerne og bondelandet”.

## Historie
Bithynerne var ifølge de antikke historikere en indvandret thrakisk stamme. En stamme, der blev kaldt thyni, kendes fra Thrakien, og en gren af den kunne have bosat sig i Asia på den anden siden af Bosporus.[kilde mangler] Bithynerne overtog ifølge Herodot området fra en række andre lokale stammer. Kong Krøsus indlemmede Bithynien i kongeriget Lydien; da det faldt til perserne i 546 f.Kr., fulgte Bithynien med og blev en del af den frygiske satrapi.
Allerede før Alexander den Stores invasion af Perserriget kan Bithynien have opnået en form for selvstændighed, en status landet beholdt under fyrsterne Bas af Bithynien og sønnen Zipoites. Han tog titel af konge (basileus) i 297 f.Kr.. Hans søn og efterfølger Nikomedes 1. grundlagde en ny hovedstad, Nikomedia, der hurtigt udviklede sig til en rig og betydningsfuld by. Bithynien var et af de mest betydningsfulde kongeriger i Anatolien, men naboriget Pontos blev efterhånden til en så stor en trussel mod dets eksistens, at Nikomedes 4. i 74 f.v.t. valgte at overlade sit rige til regionens nye stormagt, Romerriget.
Grænserne for den romerske provins Bithynia blev jævnligt ændret, og provinsen blev af administrative hensyn ofte forenet med provinsen Pontus. Det var tilfældet under Trajans regeringstid, da Plinius den Yngre blev udpeget som statholder over begge provinser (103-105). En brevveksling mellem Plinius og kejseren giver et sjældent og uvurderligt indblik i administrationen af de romerske provinser. I den byzantinske periode blev provinsen igen delt i to, og området vest for Sangariusfloden beholdt navnet Bithynia.
I 1074–1097 var Bitynien besat af de tyrkiske seldjukker, men de blev besejret af en vesteuropæisk hær under 1. korstog, og landet kom atter under det byzantinske kejserrige. Da Konstantinopel i 1204 blev erobret af nye korsfarere og blev hovedstad i det latinske kejserrige, blev Nikæa hovedstad for det territorium, den græske kejser beholdt kontrollen over. I 1298 blev Bithynien erobret af osmannerne, og i 1326 blev byen Bursa hovedstad i Osmannerriget indtil erobringen af Konstantinopel i 1453.
Provinsens havde stor strategisk betydning for Romerriget, da de veje, der løb igennem, forbandt de to vigtige grænser ved Donau mod nord og Eufrat mod sydøst. Nikomedia blev derfor ofte brugt som vinterkvarter for tropper. De vigtigste byer var Nikomedia og Nikæa, der skiftedes til at være hovedstad. De blev grundlagt efter Alexanders tid, og før græske kolonister grundlagde byerne Cius (nu Gemlik), Chalcedon (nu Kadıköy) og Heraclea Pontica (nu Karadeniz Ereğli) ved Euxinus, der alle blev til blomstrende handelspladser. De vigtigste byer i moderne tid er İzmit, Bursa og Üsküdar.

## Geografi
Strabon beskrev Bithynien som afgrænset mod øst af Sangarius (nu Sakaryafloden), men andre kilder placerer grænsen længere mod øst ved Parthenius. Mod vest og sydvest grænsede Bithynien til Mysien ved floden Rhyndacus og mod syd mod Frygien, Epictetus og Galatia.
Regionen er meget bjergrig og var i antikken dækket af mange skove, mens dalene og kystegnene havde stor frugtbarhed. Det højeste bjerg er det ”mysiske” Olympus, der rejser sig 2300 m over havet nær Bursa. Bjergene er en central del af den anatoliske højslette. De vigtigste floder er Sakarya, der krydser provinsen fra nord til syd, Rhundacus, der deler den fra Møsien, og Billaeus (nu Filiyas), der løber sammen med Euxinus. Dalene, der går mod Sortehavskysten, bruges mest til frugtavl, mens sletterne ved Bursa og Iznik (Nikæa) og Sangariusdalen er frugtbar landbrugsjord. Store morbærplantager omkring Bursa bruges i egnens silkeproduktion.

## Fodnoter
1. ↑  Herodot (Herodot, VII. 75) samt Xenophon, Strabo mfl.)